# Fort Bragg (California)
Fort Bragg è una city degli Stati Uniti d'America, situata nella parte costiera della contea di Mendocino in California. La città si trova lungo la State Route 1, la principale arteria posta sulla direttrice nord-sud lungo la costa del Pacifico. Fort Bragg si trova 37 km ad ovest di Willits, ad un'altitudine di 26 metri. Fort Bragg, nominato tra i California Historical Landmark, fu fondata prima della guerra di secessione americana come avamposto per una guarnigione più che come fortificazione. Fort Bragg è oggi una popolare destinazione turistica a causa dei pittoreschi paesaggi sull'oceano Pacifico e sull'apra costa della California settentrionale. La popolazione, secondo il censimento del 2010, era di 7273 unità.

## Storia
In età preistorica l'area oggi nota come Fort Bragg ospitava i nativi americani, molti dei quali appartenenti alla tribù Pomo. Si trattava di cacciatori e raccoglitori che vivevano lungo la costa settentrionale della California.

### 1855–1867
Nel 1855 un gruppo di esplorazione del Bureau of Indian Affairs visitò la zona alla ricerca di un luogo per fondare una riserva e, nella primavera del 1856, fu fondata la riserva indiana di Mendocino presso Noyo. Si trattava di un'area di 101,17 km², ed i suoi confini si estendevano a nord fino da quella che oggi è Simpson Lane ad Abalobadiah Creek, e ad est dall'oceano Pacifico a Bald Hill.
Nell'estate del 1857 il tenente Horatio G. Gibson, allora al servizio del presidio di San Francisco, fondò un avamposto militare presso la riserva indiana di Mendocino a circa 3 km a nord dal fiume Noyo. Diede al campo il nome del suo ex ufficiale comandante Braxton Bragg, che in seguito divenne generale dell'esercito confederato. La data ufficiale di fondazione della fortezza fu l'11 giugno 1857. Il suo obiettivo era quello di mantenere l'ordine nella riserva stessa.
Gibson e la compagnia M (il 3º artiglieria) lasciarono Fort Bragg nel gennaio del 1859 per essere sostituiti dalla compagnia D, 6º fanteria. Questi rimasero per due anni proseguendo la costruzione dell'avamposto.
Nel giugno 1862 alla compagnia D, 2º fanteria volontaria, fu ordinato di occupare il forte rimanendovi fino al 1864. Nell'ottobre di quell'anno la guarnigione di Fort Bragg fu imbarcata sulla "Panama" e completò l'evacuazione e l'abbandono del primo avamposto militare della contea di Mendocino.
La riserva indiana di Mendocino fu dismessa nel marzo del 1866, e la terra fu disponibile per nuovi insediamenti tre anni dopo.
L'ultimo edificio rimasto dell'originale Fort Bragg si trova sulla 430 North Franklin Street. Potrebbe essere stato il magazzino del quartier generale, o gli appartamenti dei chirurghi o l'ospedale.

### 1867–1892
Nel 1867 la fortezza militare di Fort Bragg fu abbandonata. A partire dal 1869 piccole segherie nacquero alla foce di ogni torrente. Fecero la loro comparsa anche i primi ranch. Dal 1873 Fort Bragg ebbe un porto dedicato al legname sul fiume Noyo.
Nel 1869, dopo l'abbandono del forte, la terra della riserva ritornò disponibile e fu venduta ai coloni al prezzo di 1,25 dollari ad acro. Nel 1885 C.R. Johnson, che con i colleghi Calvin Stewart e James Hunter aveva guidato una segheria a Mill Creek sul fiume Ten Mile, spostò i suoi stabilimenti a Fort Bragg per trarre vantaggio dal porto.
La nuova ditta fu fondata nel 1885 col nome di Fort Bragg Redwood Company. Nel 1891, dopo essersi fusa con la Noyo River Lumber Company, prese il nome di Union Lumber Company.
La ferrovia di Fort Bragg (Fort Bragg Railroad) fu fondata per trasportare i tronchi alla segheria. I primi binari raggiungevano Pudding Creek, e nel 1887 arrivarono fino a Glen Blair. Un tram di San Francisco fu acquistato per trasportare i taglialegna e le loro famiglie, la domenica, in una gita nei boschi.
Fort Bragg fu incorporata nel 1889 e C. R. Johnson ne fu eletto primo sindaco. Calvin Stewart disegnò le mappe catastali della città.

### 1893–1916
Nel 1891 la Union Lumber Company assorbì altre piccole compagnie locali. Alcuni dei terreni delle nuove compagnie si trovavano nella zona dello spartiacque del fiume Noyo ad est della città, il che rendeva difficoltoso il trasporto dei tronchi via ferrovia, a meno di costruire una galleria. Johnson assunse degli esperti costruttori di gallerie cinesi provenienti da San Francisco. Dopo il completamento della galleria molti cinesi si insediarono a Fort Bragg e Mendocino. Fu fondato un quartiere cinese nelle vie Redwood e McPherson. I residenti più anziani affermano che alla fine i figli dei cinesi si trasferirono altrove.
Nel 1901 la Union Lumber Company incorporò la National Steamship Company per poter trasportare legname, passeggeri e rifornimenti. L'unico canale di collegamento per l'arrivo di beni come zucchero e caffè erano le barche a vapore. Nel 1905 nacquero la California Western Railroad e la Navigation Company, e furono stesi piani per portare la ferrovia fino a Willits, dove le linee già presenti avrebbero permesso di raggiungere San Francisco.
Il terremoto del 1906 provocò un incendio che minacciò la segheria e l'intera città. Tutti gli edifici in mattoni della città furono danneggiati, e solo due di loro non furono completamente distrutti. Molte delle case di legno furono rase al suolo, ed il fuoco fece scempio della zona racchiusa tra le vie Franklin, Redwood e McPherson, oltre al lato occidentale di Franklin.
Nei dodici mesi che seguirono il terremoto fu completata la ricostruzione di molti edifici. Ironicamente, il terremoto portò prosperità a Fort Bragg dato che la segheria dovette fornire il legno per la ricostruzione di San Francisco, mentre le navi che portavano il legname in città tornavano cariche di mattoni per la ricostruzione di Fort Bragg. Grazie a questa situazione la ferrovia che collegava a Willits fu completata, e nel 1912 i primi turisti giunsero a Fort Bragg. Dal 1916 Fort Bragg è diventato una meta turistica.

### Dopo il 1916
anche la pesca commerciale ha giocato un ruolo importante nell'economia della comunità. Un tempo importante porto di pescatori, Fort Bragg divenne famosa per il pesce di qualità distribuito nei principali mercati metropolitani.
Nel 1969 la Union Lumber Company fu acquistata da Boise Cascade e John Quincy che, a sua volta, divenne la Georgia Pacific nel 1973.
Ebbe inizio la trasformazione di Fort Bragg in zona residenziale e commerciale, e la città iniziò a trasformarsi in quello che è tuttora. Il Guest House Museum ospita manufatti e reperti che raccontano la storia cittadina. È stato creato un fondo per sostenere programmi culturali ed educativi legati al museo.
Recentemente la Georgia Pacific Lumber Company ha messo in vendita 1.61 km² di terreno all'interno del territorio cittadino, dove prima sorgeva una grande segheria. La ditta fu chiusa nel 2002 dalla Georgia Pacific.

## Geografia fisica

### Territorio
Fort Bragg si trova alle coordinate 39°26′45″N 123°48′19″W ad un'altitudine di 36 metri sul livello del mare.
Secondo lo United States Census Bureau, la città ha una superficie totale di 7,25 km², di cui 7,15 km² di terra e 0,10 km² (1,44%) di acqua.

### Clima
A causa della vicinanza di Fort Bragg all'oceano Pacifico, la città ha un clima mite per tutto l'anno. Buona parte delle piogge avvengono tra novembre ed aprile, con rare precipitazioni durante l'estate. Nebbia e nuvole basse sono comuni, soprattutto di notte e nella mattinata.
Il mese più freddo è gennaio, con una temperatura massima media di 12,83 °C ed una minima media di 4,38 °C. Settembre, il mese più caldo, varia mediamente da 18,77 °C a 9,55 °C. Raramente le temperature raggiungono i 32 °C, statisticamente solo 0,1 giorni l'anno. Temperature da congelamento si hanno per 11,1 giorni l'anno. La massima temperatura mai misurata fu di 34,44 °C il 5 ottobre 1985 (superata dai 35,55 °C del 23 ottobre 1965 presso l'aeroporto, dove le misurazioni furono fatte dal 1948 al 1972). Il record di temperatura minima è di -7,77 °C del 21 dicembre 1990.
La media annua delle precipitazioni è di 1045 mm. L'anno più piovoso mai registrato è stato il 1995, con 1572 mm di pioggia, mentre il più secco fu il 1976 con 533 mm. Il mese più piovoso fu dicembre 2002 con 548 mm, e la giornata più piovosa il 28 dicembre 2002 con 110 mm.
La neve è pressoché sconosciuta, e l'unica nevicata mai registrata avvenne nel gennaio del 1907.
L'effetto marittimo provocato dal Pacifico è dimostrato dal fatto che Fort Bragg ha un clima incredibilmente fresco per essere una città posta sul 39º parallelo nord, sia a livello nazionale che internazionale. Pochi chilometri nell'entroterra si trovano estati decisamente più calde, un fenomeno tipico delle coste californiane.
La seguente tabella è estratta dal Western Regional Climate Center.
| Mese                | Mesi | Mesi | Mesi | Mesi | Mesi | Mesi | Mesi | Mesi | Mesi | Mesi | Mesi | Mesi | Stagioni | Stagioni | Stagioni | Stagioni | Anno  |
| Mese                | Gen  | Feb  | Mar  | Apr  | Mag  | Giu  | Lug  | Ago  | Set  | Ott  | Nov  | Dic  | Inv      | Pri      | Est      | Aut      | Anno  |
| ------------------- | ---- | ---- | ---- | ---- | ---- | ---- | ---- | ---- | ---- | ---- | ---- | ---- | -------- | -------- | -------- | -------- | ----- |
| T. max. media (°C)  | 13,1 | 13,7 | 14,2 | 15,0 | 16,3 | 17,6 | 18,2 | 18,4 | 18,7 | 17,4 | 15,2 | 13,3 | 13,4     | 15,2     | 18,1     | 17,1     | 15,9  |
| T. min. media (°C)  | 4,4  | 4,8  | 5,3  | 6,2  | 7,6  | 9,1  | 9,7  | 9,8  | 9,5  | 8,2  | 6,3  | 4,8  | 4,7      | 6,4      | 9,5      | 8,0      | 7,1   |
| Precipitazioni (mm) | 198  | 155  | 150  | 74   | 36   | 10   | 3    | 10   | 18   | 66   | 137  | 180  | 533      | 260      | 23       | 221      | 1 037 |
| Giorni di pioggia   | 15   | 13   | 13   | 10   | 6    | 4    | 2    | 4    | 4    | 8    | 13   | 14   | 42       | 29       | 10       | 25       | 106   |

## Società

### Evoluzione demografica

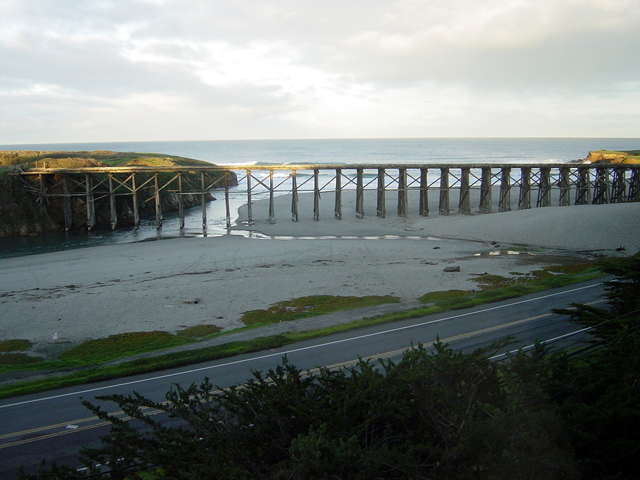
Ponte sul Pudding Creek

Nel censimento del 2010 figuravano 7273 persone, 2812 case e 1644 famiglie residenti in città. La densità di popolazione era di 1641,8 persone per km². Vi erano 3051 unità abitative con una densità di 431,5 per km². Il 74,8% della popolazione era composto da bianchi, lo 0,7% da neri o afroamericani, il 2,2% da nativi americani, l'1,5% da asiatici, lo 0,2% da isolani del Pacifico, il 16,0% da altre razze ed il 4,6% da due o più razze. Il 31,8% era ispanico o latino.
Vi erano 2840 nuclei familiari di cui il 30,1% con figli minorenni, ed il 40,4% erano coppie sposate.
Il 24,6% della popolazione era minorenne, il 9,3% dai 18 ai 24 anni, il 30,0% dai 25 ai 44, il 22,2% dai 45 ai 64 ed il 13,9% oltre i 65. L'età media era di 36 anni.
Circa l'11,9% delle famiglie ed il 20,4% delle persone erano sotto la soglia di povertà, compresi il 26,5% dei minorenni ed il 10,6% degli ultra 65enni.

## Attrazioni turistiche

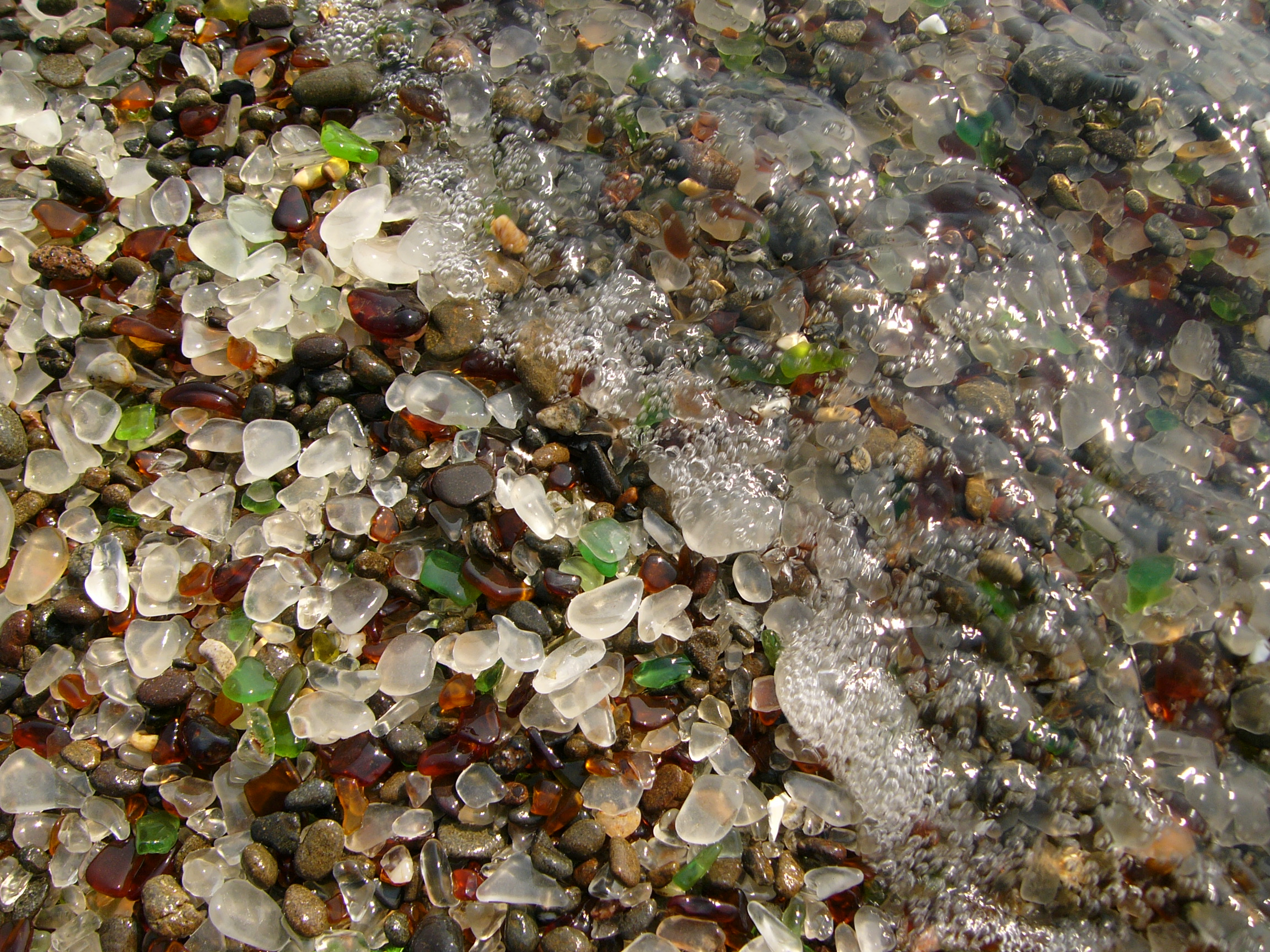
Glass Beach a Fort Bragg

Glass Beach si trova in periferia, lungo l'oceano. All'inizio del XX secolo i residenti di Fort Bragg buttavano l'immondizia oltre la scogliera di proprietà della Union Lumber Company, in quella che oggi è Glass Beach, scaricando vetro, elettrodomestici ed anche veicoli. Gli abitanti locali la chiamano "The Dumps" (La discarica). Furono appiccati incendi per limitare la dimensione della montagna di rifiuti. Nel 1967 l'amministrazione cittadina chiuse l'area, e vari programmi di pulizia furono condotti nel corso degli anni per risolvere il problema. Nel corso dei decenni il flusso delle onde sparse i vetri formando i piccoli ammassi chiamati vetro di mare che costellano oggi la spiaggia. La zona posta alla fine di Elm Street è oggi meta turistica.
I Mendocino Coast Botanical Gardens sono dei giardini da oltre 190 000 m² posti lungo le scogliere.

## Amministrazione

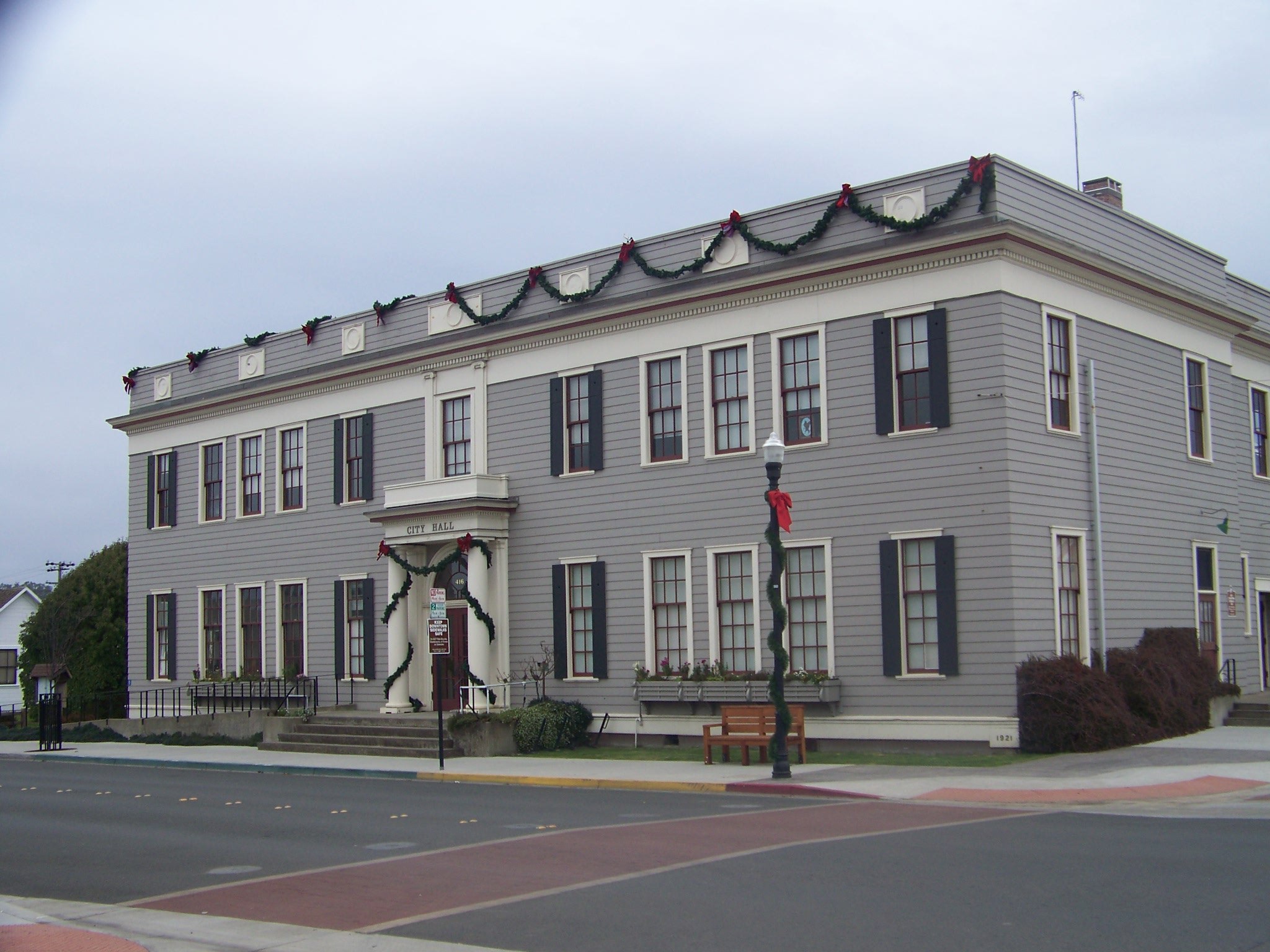
Municipio di Fort Bragg

- Sindaco: Dave Turner (2010)
- Vice sindaco: Meg Courtney (2010)
- City manager: Linda Ruffing
- Consiglieri:
  - Doug Hammerstrom
  - Heidi Kraut
  - Scott Deitz

### Gemellaggi
Quando nel 2001 il giovane Ken Sasaki scoprì che la sua città natale, Ōtsuchi in Giappone, si trovava alla stessa latitudine di Fort Bragg, contattò l'allora sindaco Lindy Peters e fece visita con una delegazione per iniziare a discutere un gemellaggio. Studenti di Fort Bragg visitarono Otsuchi nel 2002, ed il gemellaggio fu firmato nel 2005 dal sindaco Dave Turner. Altri scambi studenteschi avvennero nel 2004, 2006, 2008, 2010 e 2011. Dopo la devastazione di Otsuchi causata dal terremoto e maremoto del Tōhoku del 2011, il sindaco ordinò di mettere la bandiera cittadina a mezz'asta fino alla fine di marzo in onore delle migliaia di vite perse.

## Set per i film
Molti importanti film sono stati girati a Fort Bragg e nelle vicinanze, compresi The Majestic, In gara con la luna, Arrivano i russi, arrivano i russi, una commedia del 1966 che narra di un sottomarino sovietico che per errore giunge al largo del New England, e la commedia romantica del 1987 Overboard - Una coppia alla deriva con Goldie Hawn.
Fort Bragg ha anche ospitato nel 2011/2012 la webserie Sundays.